# Economidichthys pygmaeus
Economidichthys pygmaeus é uma espécie de peixe da família Gobiidae e da ordem Perciformes.

## Morfologia
- Os machos podem atingir 5,1 cm de comprimento total e as fêmeas 5,4.
- Número de vértebras: 28-31.[5][6]

## Reprodução
Tem lugar entre Março e Abril.

## Alimentação
Alimenta-se de invertebradoss.

## Habitat
É um peixe de água doce, de clima temperado e demersal.

## Distribuição geográfica
É encontrado em: Europa: Oeste de Grécia.

## Estado de conservação
Os seus principNos problemes são a extracção de água, a contaminação e a destruição do seu habitat.

## Observações
É inofensivo para os humanos.